# Cosés
Cosés (en francès Couzeix) és un municipi francès situat al departament de l'Alta Viena i a la regió de la Nova Aquitània.

## Demografia
| 1962                                       | 1968  | 1975  | 1982  | 1990  | 1999  | 2007  |
| ------------------------------------------ | ----- | ----- | ----- | ----- | ----- | ----- |
| 2.538                                      | 3.004 | 3.958 | 5.019 | 6.151 | 6.635 | 7.526 |
| Des de 1962: població sense dobles comptes |       |       |       |       |       |       |

## Administració
| Període | Identitat         | Partit |
| ------- | ----------------- | ------ |
| 1995-   | Jean-Marc Gabouty | UMP    |

## Agermanaments
- Oberasbach
- Brisighella
- Casola Valsenio
- Riolo Terme